# Рост, Тимо
Тимо Рост (нем. Timo Rost; родился 29 августа 1978 года, Лауф-ан-дер-Пегниц, ФРГ) — немецкий футболист и тренер.

## Игровая карьера
Тимо Рост является воспитанником «Хаппурга», «Амберга» и «Нюрнберга». В 1995 году участвовал в чемпионате мира среди юношеских команд. Сыграл три матча, забил гол в ворота Канады. За «Нюрнберг» дебютировал в матче против «Гессен-Кассель». Свой первый гол забил в ворота «Карлсруэ II». По итогам сезона «Нюрнберг» поднялся во Вторую Бундеслигу, а через год — в Бундеслигу. Всего за клуб сыграл 21 матч, где забил 1 гол.
Играл за молодёжную сборную Германии. Сыграл 7 мячей.
1 июля 1998 года перешёл в «Штутгарт». За клуб дебютировал в матче против «Айнтрахт Франкфурт». В матче против «Боруссии Дортмунд» оформил дубль. Играл в финале Кубка немецкой лиги. Сыграл два матча за дубль. Всего за клуб сыграл 23 матчах, где забил 3 мяча.
1 июля 2000 года перешёл в «Аустрию». За клуб дебютировал в матче против «ГАК». Свой первый гол забил в ворота «ЛАСК». Всего за клуб сыграл 30 матчей, где забил 2 мяча.
1 января 2002 года перешёл в «Энерги». За клуб дебютировал в матче против «Герты». В матче против «Боруссии Дортмунд» получил две жёлтых карточки. За дубль Энерги дебютировал в матче против «Заксен». В матче против «Нюрнберга» получил две жёлтых карточки. Свой первый гол забил в ворота «Кайзерслаутерна». В матче против «Рот-Вайсс Эссен» получил прямую красную карточку. Матчи против «Баварии» и «Байера» пропустил из-за перебора жёлтых карточек. Из-за травм лодыжки и проблем с ахилловым сухожилием пропустил 85 дней. Всего за «Энерги» сыграл 233 матчей, где забил 11 мячей и отдал 17 голевых передач.
1 января 2010 года перешёл в только что созданный «РБ Лейпциг». За клуб дебютировал в матче против «Борея». Свой первый гол забил в ворота «Карл Цейсс II». В матче против «Вильгельмсхафена» получил красную карточку. Всего за клуб сыграл 48 матчей, где забил 5 мячей.
27 июля 2012 года сделал паузу в карьере, продлившиеся до 1 июля 2013 года, после чего он перешёл в «Амберг» как играющий тренер. За клуб дебютировал в матче против «Меммельсдорфа». Свой первый гол забил в ворота «Гросбардорфа». Свой последний матч в карьере провёл против «Зельбица». Всего за «Амберг» сыграл 14 матчей, где забил 2 мяча. Всего за карьеру сыграл в 369 матчах, где забил 24 мяча и отдал 20 голевых передач.

## Тренерская карьера
В феврале 2014 года Тимо Рост получил тренерскую лицензию «А». В сезоне 2014/15 вывел «Амберг» в региональную лигу «Бавария». В июне 2016 года Рост покинул клуб, чтобы получить лицензию футбольного тренера. 20 марта 2017 года завершил обучение в «Хеннес-Вайсвайлер-Академи» в Хеннефе и получил лицензию УЕФА Pro.
23 мая 2017 года Рост возглавил «Гройтер Фюрт II», который на тот момент играла в плей-офф за невылет из Региональной лиги. Ему удалось выиграть плей-офф и в следующем сезоне оставить команду в лиге.
4 сентября 2018 года Тимо Рост возглавил «Байройт» из Региональной лиги «Бавария». На тот момент после девятого тура команда находилась на последнем месте с 4 очками. Тимо Рост вместе с командой сумел не вылететь и занял по итогу 10-е место. В следующем сезоне вместе с командой попал в плей-офф за повышение в Третью лигу и выиграл кубок Баварии, дающий право участия в Кубке Германии. 13 мая 2022 года, после разгрома «Баварии II» от «Ваккер Бургхаузен» со счётом 0:4, дубль Баварии потерял шансы догнать «Байройт» и клуб Тимо Роста впервые в своей истории вышел в Третью лигу.
После этого он возглавил «Эрцгебирге», выбывшую из Второй Бундеслиги, на сезон 2022/23. После трех ничьих и шести поражений команда оказалась на последнем месте после 9-го тура. Это привело к отставке президента клуба Хельге Леонхардта и увольнения Роста 20 сентября 2022 года.

## Достижения
- Победитель Региональной лиги «Юг»: 1996/97
- Повышение во Бундеслигу: 1997/98, 2005/06
- Финалист Кубка немецкой лиги: 1998
- Победитель Оберлиги «Юг»: 2009/10
- Победитель Баварской футбольной лиги: 2014/15
- Победитель Региональной лиги «Бавария»: 2021/22